# NGC 177
NGC 177 è una vasta galassia a spirale situata nella costellazione della Balena.

## Descrizione
Ha una classe di luminosità I-II e presenta una larga riga a 21 cm dell'idrogeno neutro 
È un nucleo galattico attivo (AGN), con righe di emissioni ottiche larghe (LLAGN).

## Scoperta
NGC 177 è stata scoperta nel 1886 dall'astronomo americano Frank Muller.